# Маскирање
Маскирање или камуфлажа је у војној терминологији скуп мјера којима се прикривају сопствене јединице, борбена средства и објекти од непријатеља. Тиме се непријатељ доводи до погрешних закључака о распореду и снази јединица друге стране, и доноси погрешне одлуке. Маскирање је вјештина која се примјењује у миру и у рату, и с којом се настоји постићи изненађење.

## Принципи
За маскирање постоје стални принципи, који се могу свести на истинитост, разноврсност, активност и непрекидност (ИРАН). Истинитост значи да је маскирање приближно или исто као околина. Разноврсност значи да се стално морају користити нове мјере и поступци маскирања. Активност - планирање на свим нивоима команде с намјером обмањивања противника. Непрекидност означава континуитет маскирања, јер непријатељ иначе лако уочава обману. Обим маскирних мјера зависи од ресурса и сналажљивости, а успјех од спровођења мјера маскирне дисциплине.

## Подјела
Подјела се врши на разне начине. По средствима на природно и вјештачко маскирање, по методама извођења на скривање, деформације и имитације, по циљу и обиму на трупно и оперативно, индивидуално и колективно, и тако даље.
Природно м. је кориштење природних услова (пошумљеност, испресијецаност земљишта) и времена (магла, ноћ). Вјештачко м. користи вјештачке материјале (макета, маскирна средства и опрема, маскирне мреже, маскирне боје).
Скривање су мјере којим се онемогућава непријатељ да открије објект маскирање. Деформацијом се мијења изглед и ствара утисак о друкчијем објекту. Имитације праве објект тамо гдје он у ствари не постоји, од јефтиног материјала.

### Трупно маскирање
Трупно маскирање обухвата поступке маскирања војника, возила, оруђа, машина и фортификацијских и других објеката. 

### Оперативно маскирање
Оперативно маскирање је низ мјера којима се скривају маневри јединица, правци напада, и оперативне припреме војске. Врши се ради постизања изненађења широког обима. У ширем смислу обухвата и дезинформације. израду лажних објеката, електронско извиђање и електронско ометање, активност обавјештајне службе и друго.

## Противелектронско маскирање
Електронско или противелектронско маскирање је спречавање извиђања противника који користи електронска средства извиђања (радио, радар, инфрацрвене и телевизијске уређаје). Маскирање радио средстава представља скуп поступака којима се скрива рад сопствених, а омета рад противничких радио средстава. Противрадарско м. остварује се смјештајем јединица у мртву зону (заклоњену од осматрања радаром) иза брда, у усјеке, иза шума и слично. Техничка средства противрадарског м. обухватају маске-екране разних оријентација које скривају објект, маске за ометање (метални листићи, фолије, мреже), и угаони рефлектори (који мијењају одразне особине објекта). Маскирање од телевизијског извиђања је слично обичном и радарском. М. од инфрацрвеног осматрања се изводи маскирним мрежама, маскирним инфрацрвеним бојама и тако даље.

## Маскирање у ратној морнарици
Принципи су слични као и у копненој војсци. Специфичности су многе, а маскирање се примјењује још од античких времена. Гусари у 16. и 17. вијеку често своје бродове прерушавају у трговачке, и нападају по приближавању другог брода.
У 19. вијеку почиње премазивање бродова сивим и сиво-плавим нијансама, да се отежа њихово откривање. Вишебојно маскирање (енгл. dazzle painting) се примјењује у виду шара, или испрекиданих линија. Линије имају задатак да отежају одређивање курса и врсте брода, што је нарочито корисно против подморница. Користи се и замагљивање и задимљавање, на примјер у Јиландској бици. 
У Другом свјетском рату, бродови се боје и одозго, да би заварали противника о врсти брода и смјеру. Тако Јапанци своје носаче авиона одозго м. да изгледају као крстарице или бојни бродови. При маневру се примјењује радио-шутња.

## Маскирање у ратном ваздухопловству
Изводи се на авионима, аеродромима, и помоћним објектима. Осим бојања, израђују се лажни аеродроми, полетно-слетне стазе, макете авиона за привлачење напада противника, хоризонталне маске изнад објеката, маскирне мреже, лажни путеви и стазе. Зими се авиони бојају у бијело и покривају бијелим покривачима. За обмањивање радара, користе се металне траке и листићи избачени из авиона (chaff), а за инфрацрвене уређаје бакље (flare). На земљу се постављају радарски рефлектори од лима или алуминијумске фолије, који дају одраз као и стварни објекти.
Послије Другог свјетског рата почиње и градња подземних аеродрома и хангара, употреба авиона с скраћеним или вертикалним полијетањем и слијетањем, и обимних метода електронског маскирања. Губитак аеродрома је често погубан (арапско-израелски рат 1967.). 

## Историјски осврт
М. се примјењује још од античких времена. Персијанци пале ватре и димом прикривају маневар војске, а Велизар у 6. вијеку пали ноћу ватре да би код Гота створио утисак о јакој сопственој војсци.
У Америчком грађанском рату се израђују лажни положаји артиљерије и топови.
У 19. вијеку се теоријски све више разматра маскирање, напуштањем линијског борбеног поретка. Током Бурског рата 1899-1902. Британци користе униформе са подесним бојама и димне завјесе. Руси израђују лажне топове да би привукли ватру Јапанаца у Руско-јапанском рату 1904-1905. 
Први свјетски рат доводи до масовне употребе маскирања на свим фронтовима. Усложњено је појавом авиона за извиђање, аерофото-извиђања, радио-извиђања и других метода. Француска уводи специјалну службу војске за маскирање. 
У Шпанском грађанском рату републиканци потапају мостове на дубину од 30 центиметара, што онемогућује њихово откривање из ваздуха.

### Други свјетски рат
Потпуно и најдетаљније правило за маскирање објављује Црвена армија 1940. (Маскировка). У Другом свјетском рату м. добија још више на значају и једно је од најсложенијих мјера борбеног обезбјеђења. У Курској бици Совјети користе лажне артиљеријске јединице, па Нијемци пред напад знају стварне положаје само 20-25% совјетске артиљерије. У рејону Радомишљ-Денбиц је 1944. постављено 400 макета тенкова, 500 возила и 100 оруђа, што је заварало Нијемце да је посриједи велика концентрација снага противника.
Нарочито су обимне мјере маскирања пред Нормандијски десант. Гради се хиљаде лажних шатора, земуница и објеката, лажне луке, бродови, тенкови и авиони. Постојао је тенк M4 Шерман на надувавање. Из авиона избацују станиолске траке да омету рад радара противника, и хиљаде лутака са пушкама које саме опаљују, ради обмане противника о стварном мјесту напада.
У Југославији партизани изводе обимне мјере маскирања. Због вођења партизанског рата, са засједама, ноћним дејствима, диверзијама и слично, маскирање је нужно при нападу и при одбрани. Маскирање објеката у позадини, израда земуница гдје су смјештане болнице, штампарије и слично, је било обавезно. Земунице су маскиране лишћем травом, бусењем и гранама. Објекти су често грађени ноћу, на скривеним мјестима, а положаје зна само одабран круг људи.

### Послије Другог свјетског рата
М. постаје још сложеније због појављивања извиђачких сателита и развојем модерних електронских средстава извиђања. Природно маскирање се истиче још више послије искустава из Корејског и Вијетнамског рата. Објекте треба прикрити природном маском, треба спријечити оцртавање силуета, прилагодити објекте рељефу. За покрет треба користити ноћ, маглу, кишу и снијег.

## Еволуција
Пошто у фосилном запису недостају докази за камуфлажу, проучавање еволуције камуфлажних стратегија је веома тешко. Штавише, камуфлажне особине морају бити прилагодљиве (обезбедити повећање одрживости у датом окружењу) и наследне (другим речима, особина мора проћи позитивну селекцију). Дакле, проучавање еволуције камуфлажних стратегија захтева разумевање генетских компоненти и различитих еколошких притисака који покрећу крипсу.

### Историја фосила
Камуфлажа је карактеристика меког ткива која је ретко сачувана у фосилним записима, али ретки узорци фосилизоване коже из периода креде показују да су неки морски гмизавци били засенчени. Кожа, пигментисана еумеланином тамне боје, открива да су и кожне корњаче и мозасауруси имали тамна леђа и светле стомаке. Постоје фосилни докази камуфлираних инсеката који сежу у прошлост више од 100 милиона година, на пример ларве мрежокрилаца које лепе остатке по целом телу као што то чине њихови савремени потомци, скривајући се од плена. Сматра се да су диносауруси били камуфлирани, пошто је 120 милиона година стар Psittacosaurus фосил сачуван са контрасенком.

### Генетика
Камуфлажа нема једнобразно генетско порекло. Међутим, проучавање генетских компоненти камуфлаже у одређеним организмима осветљава различите начине на које се камуфлажа може развити међу линијама.
Многи главоношци имају способност да се активно камуфлирају, контролишући крипсу кроз неуронску активност. На пример, геном обичне сипе укључује 16 копија гена рефлектина, који организму даје изузетну контролу над обојењем и шарењем. Сматра се да је ген за рефлексин настао транспозицијом из симбиотских бактерија Aliivibrio fischeri, које обезбеђују биолуминисценцију својим домаћинима. Иако сви главоношци не користе активну камуфлажу, древни главоношци су можда наследили ген хоризонтално од симбиотске A. fischeri, при чему је до дивергенције дошло услед накнадне дупликације гена (као што је случај Sepia officinalis) или губитка гена (као код главоножаца без активне камуфлажне способности). Ово је јединствено као пример камуфлаже која настаје као случај хоризонталног преноса гена са ендосимбионта. Међутим, друге методе хоризонталног трансфера гена су уобичајене у еволуцији камуфлажних стратегија у другим лозама. Велика брезина грбица и инсекти ходајући штапови имају гене повезане са камуфлажом који потичу из догађаја транспозиције.
Агути гени су ортологни гени укључени у камуфлажу у многим линијама. Они производе жуту и црвену боју (феомеланин) и раде у конкуренцији са другим генима који производе црну (меланин) и браон (еумеланин) боје. Код источних јеленских мишева, током периода од око 8000 година, један агути ген је развио 9 мутација од којих је свака појачала експресију жутог крзна под природном селекцијом и у великој мери елиминисала црно обојење крзна које кодира меланин. С друге стране, све црне припитомљене мачке имају делеције агути гена које спречавају његову експресију, што значи да се не производи жута или црвена боја. Еволуција, историја и широко распрострањени обим агути гена показују да се различити организми често ослањају на ортологне или чак идентичне гене да би развили различите стратегије камуфлаже.